# Interchords
| Recensione | Giudizio |
| ---------- | -------- |
| AllMusic   | [ 1 ]    |

Interchords è un album discografico di raccolta (intervallate da interviste) del cantautore folk rock statunitense Dan Fogelberg, pubblicato dall'etichetta discografica Full Moon Records nel 1982.
Peter Rodman, dell'emittente radiofonica KBCO di Boulder (Colorado) intervista Dan Fogelberg sulla sua produzione musicale.
Tra un brano e l'altro Fogelberg getta una nuova luce sulle motivazioni che stanno alla base di alcuni dei suoi classici, offrendo approfondimenti sulle sue creazioni musicali.
Intervista registrata presso The Last Recording Studio di Mark Burnett, a cura di Dick Jenkins, intervista prodotta da Peter Rodman.

## Tracce

### LP
Lato A
1. Conversation
2. Same Old Lang Syne (Dan Fogelberg) – Tratto dall'album The Innocent Age
3. Conversation
4. Run for the Roses (Dan Fogelberg) – Tratto dall'album: The Innocent Age
5. Conversation
6. Lost in the Sun (Dan Fogelberg) – Tratto dall'album The Innocent Age
7. Conversation

 Durata totale Lato A: 22:22
Lato B
1. Conversation
2. Be on Your Way (Dan Fogelberg) – Tratto dall'album: Home Free
3. Conversation
4. Nexus (Dan Fogelberg) – Tratto dall'album The Innocent Age
5. Conversation
6. Leader of the Band (Dan Fogelberg) – Tratto dall'album The Innocent Age

 Durata totale Lato B: 24:34
Lato C
1. Conversation
2. Phoenix (Dan Fogelberg) – Tratto dall'album: Phoenix
3. Conversation
4. Nether Lands (Dan Fogelberg) – Tratto dall'album: Nether Lands
5. Conversation
6. Part of the Plan (Dan Fogelberg) – Tratto dall'album: Souvenirs

 Durata totale Lato C: 23:09
Lato D
1. Conversation
2. Since You've Asked (Judy Collins) – Tratto dall'album: Twin Sons of Different Mothers
3. Conversation
4. Longer (Dan Fogelberg) – Tratto dall'album: Phoenix
5. Conversation
6. Hard to Say (Dan Fogelberg) – Tratto dall'album The Innocent Age

 Durata totale lato D: 20:37

## Musicisti
- Dan Fogelberg - voce